# NGC 5700
NGC 5700 (другие обозначения — UGC 9423, MCG 8-27-7, ZWG 248.13, KUG 1435+487, PGC 52237) — галактика в созвездии Волопас.
Этот объект входит в число перечисленных в оригинальной редакции «Нового общего каталога».